# Jacek J. Kański
Jacek Jerzy Kański, ang. Jack J. Kanski, MD, MS, FRCS, FRCOphth (ur. 5 sierpnia 1939 w Warszawie, zm. 5 stycznia 2019) – brytyjski okulista polskiego pochodzenia, profesor, autor publikacji i podręczników okulistycznych.

## Życiorys
Był synem Jerzego Jordana Kańskiego (szefa obrony Edwarda Śmigłego-Rydza) oraz Adeli Józefy z domu Wróblewskiej. Okres wojenny spędził z matką w Warszawie, a następnie w Siewierzu. W 1946 opuścił Polskę wraz z matką przez zieloną granicę. Zamieszkał w Wielkiej Brytanii, gdzie uczęszczał do Mayfield College w Sussex oraz The London Hospital Medical College (dyplom Bachelor of Science oraz Bachelor of Medicine w 1963), a następnie ukończył studia medyczne na University of London. Po studiach odbył staż w londyńskim Moorfields Eye Hospital, w 1966 obronił pracę doktorską z zakresu okulistyki (w University of London), a rok później został członkiem The Royal College of Surgeons. Od 1974 do 2000 pracował jako chirurg-okulista w Prince Charles Eye Unit w King Edward 7th Hospital w Windsorze, gdzie wraz z przejściem na emeryturę został honorowym konsultantem.
Był członkiem Polskiego Towarzystwa Naukowego na Obczyźnie oraz komitetu honorowego polskiego czasopisma naukowego „Okulistyka".
Znaczna część jego prac naukowych dotyczyła różnych aspektów zapalenia błony naczyniowej u dzieci. Artykuły publikował m.in. w „British Journal of Ophthalmology", „Ophthalmology", „Survey of Ophthalmology", „American Journal of Ophthalmology" oraz „Klinice Ocznej”.
W 1976 ożenił się z Valerie Ann Shannan (małżeństwo pozostało bezdzietne). W czasie wolnym z pasją studiował historię Polski i Europy, czego owocem były napisane przez niego książki: History of Poland: a concise outline, Giants of European History oraz Military Commanders of World War Two.

## Publikacje
W języku angielskim:
- Diseases of the macula. A practical approach (wraz z S. Milewskim et al.), wyd. 2002, ISBN 0-7234-3241-4
- Clinical Ophthalmology: A Systematic Approach, wiele wydań, (wyd. 2011) ISBN 978-0-7020-4093-1
- Synopsis of Clinical Ophthalmology, wiele wydań, (wyd. 2013) ISBN 978-0-7020-5021-3
- Signs in Ophthalmology: Causes and Differential Diagnosis, wyd. 2010, ISBN 978-0-7234-3548-8

W języku polskim:
- Zapalenie błony naczyniowej oka (wraz z A. Turno-Kręcicką), wyd. 1999, ISBN 83-87944-45-9
- Okulistyka. Objawy i różnicowanie (wraz z K. Nischalem), wyd. 2000, ISBN 83-87944-60-2
- Objawy oczne w chorobach układowych - objawy i diagnostyka różnicowa, wyd. 2002, ISBN 83-914882-5-X
- Choroby plamki (wraz z S. Milewskim et al., red. wyd. pol. Krystyna Pecold), wyd. 2003, ISBN 83-89009-07-2
- Ilustrowane wykłady z okulistyki (wraz z A. Bolton), wyd. 2004, ISBN 83-89009-03-X
- Nowotwory narządu wzroku (wraz z Krystyną Pecold, Jarosławem Kocięckim i Małgorzatą Korolczak-Kuleszą), wyd. 2005, ISBN 83-89009-29-3
- Autoimmunologiczne choroby narządu wzroku (wraz z A. Kubicką-Trząską), wyd. 2005, ISBN 83-89009-38-2
- Jaskra. Kompendium diagnostyki i leczenia (wraz z P. Teslą), wyd. 2006, ISBN 83-89009-42-0
- Choroby zapalne oczu (wraz z Carlosem E. Pavesio i Stephenem J. Tuftem, red. wyd. pol. Marta Misiuk-Hojło, wyd. 2007, ISBN 978-83-60290-43-9
- Diagnostyka kliniczna w okulistyce (red. wyd. pol. Jerzy Szaflik), wyd. 2008, ISBN 978-83-60290-84-2
- Okulistyka kliniczna (wraz z B. Bowlingiem, red. wyd. pol. Jerzy Szaflik i Justyna Izdebska), wyd. 2013, ISBN 978-83-7609-870-8